# Памятник Благодарности Франции
Памятник Благодарности Франции (серб. Споменик захвалности Француској) - открытый в честь 12-й годовщины со дня окончания Первой мировой войны 11 ноября 1930 г. на Большом Калемегдане памятник. Был открыт в присутствии короля Александра Карагеоргиевича и королевы Марии, королевского правительства, высших должностных лиц французского правительства, ветеранов прорыва Салоникского фронта и выдающихся граждан, ассоциаций, школ и массы людей. Является памятником культуры.

## История
После героических сражений сербской армии во время Первой мировой войны, отступления сербских военных через территорию Албании и почти невозможного подвига прорыва Салоникского фронта был создан военный союз между двумя сторонами. Представители интеллигенции, близкие к Обществу бывших учеников французской школы, и Общество друзей Франции инициировали в знак благодарности за военную помощь и помощь в образовании после войны в Белграде или Париже возведение памятника как постоянное свидетельство и залог сербско-французской дружбы в дни величайших испытаний. В 1924 г. образован Комитет по возведению памятника, во главе которого был выдающийся врач, один из учредителей Медицинского факультета в Белграде, доктор Нико Милянич (1892—1957). Комитету удалось собрать значительные средства за небольшой промежуток времени. История памятника указывает на 1921 год, когда городской совет принял решение о возведении могильного камня в знак благодарности и уважения к французским солдатам, погибшим в обороне Белграда в 1915 г. После войны Королевство Сербия перестало существовать. Было создано комплексное государство Королевство сербов, хорватов и словенцев, а Белград в качестве его столицы испытал период реконструкции и украшения.
В 1928 г. муниципалитет города Белграда приобрёл военный участок в крепости Калемегдан. Этот участок был использован для возведения памятника «
—
«на самом красивом месте в центре парка в крепости Калемегдан, который доминирует одним из красивейших европейских ландшафтов, недалеко от которого вскоре будет построен дом Франции»—
(здание французского посольства, 1928—1932 гг.). Этот жест не остался незамеченным во Франции. Во Франции были установлены памятники королю Петру I Освободителю и королю Александру I Объединителю в Париже, памятники в Орлеане и Марселе, а один из главных проспектов назван в честь короля Петра I.

## Описание
Проект памятника был поручен всемирно известному хорватскому скульптору Ивану Мештровичу (Врполе, ныне Хорватия 1883 — Саут-Бенд, штат Индиана, США), который выполнил шаблон скульптуры в своей галерее — мастерской «Мештрович» в Загребе. Отливка скульптуры, в технике «отливка воском», состояла из четырнадцать частей и была отлита в Литейном цехе Академии изящных искусств в 1930 г. в бронзе. Части скульптуры были соединены таким способом, чтобы сформировать две половинки вертикально разделённой скульптуры, а потом собраны на месте. Монументальная скульптура более четырёх метров высоты символизирует Францию, которая спешит на помощь Сербии. Выразительное движение сильной женской фигуры, как значительный мотив творчества Мештровича, искусственной аллегорией выражает и прославляет национальный дух Франции, предполагая динамичность, лидерство, мужество и веру. Монументальность, как характерная черта скульптурного выражения автора, дополнительно подчёркнута массивной формой центральной женской фигуры на семиметровом постаменте, выполненном из блоков мрамора с острова Брач (на самом деле, это белый адриатический известняк). Пирамидальная структура постамента устанавливает ритм, который постепенным увеличением подчёркивает центральную сцену и обеспечивает стилистическое единство между памятником и окружающей средой, расположенной в соответствии с принципами французского сада. Доступ к памятнику, который находится в конце аллеи парка, простирающейся за пределы парка и вдоль главной улицы князя Михаила III и подчёркивает его в виде важного визуального ориентира. На передней стороне гравированный год возведения и посвящение «A la France», а на задней стороне надпись «Мы любим Францию как она любила нас 1914—1918 гг.». На боковых сторонах постамента, на уровне глаз зрителя, представлены повествовательные композиции в барельефе. Эти рельефы выполнены его учениками по рисункам Мештровича: Франо Кршинич, который наблюдал работу и Антун Августинчич, Грга Антунац, Шиме Дуймич и Орландини. Рельефы не выходили за пределы постамента и являлись его органической частью, с резанными деталями, установленными с точностью, оставляя видимые швы в виде египетских рельефов. Повторяющийся ряд фигур в сцене, известной как «Воины», на левой стороне отражает принцип изокефалии с изображением ассирийских лучников. Этот мотив, разработанный Мештровичем через рельеф и литографию, говорит о связи между сербскими и французскими солдатами на Салоникском фронте. На противоположной стороне выполнена, в более нежной манере, аллегория Сорбонны, которая напоминает о помощи в образовании, которую Франция оказала сербской молодёжи во время и после войны. Оригинальный эскиз этого рельефа, изображающий Францию как женщину, которая кормит грудью сербских детей (в настоящее время находится в галерее Мештрович) был заменён по предложению директора Французского института в Загребе (Raymond Warnier).

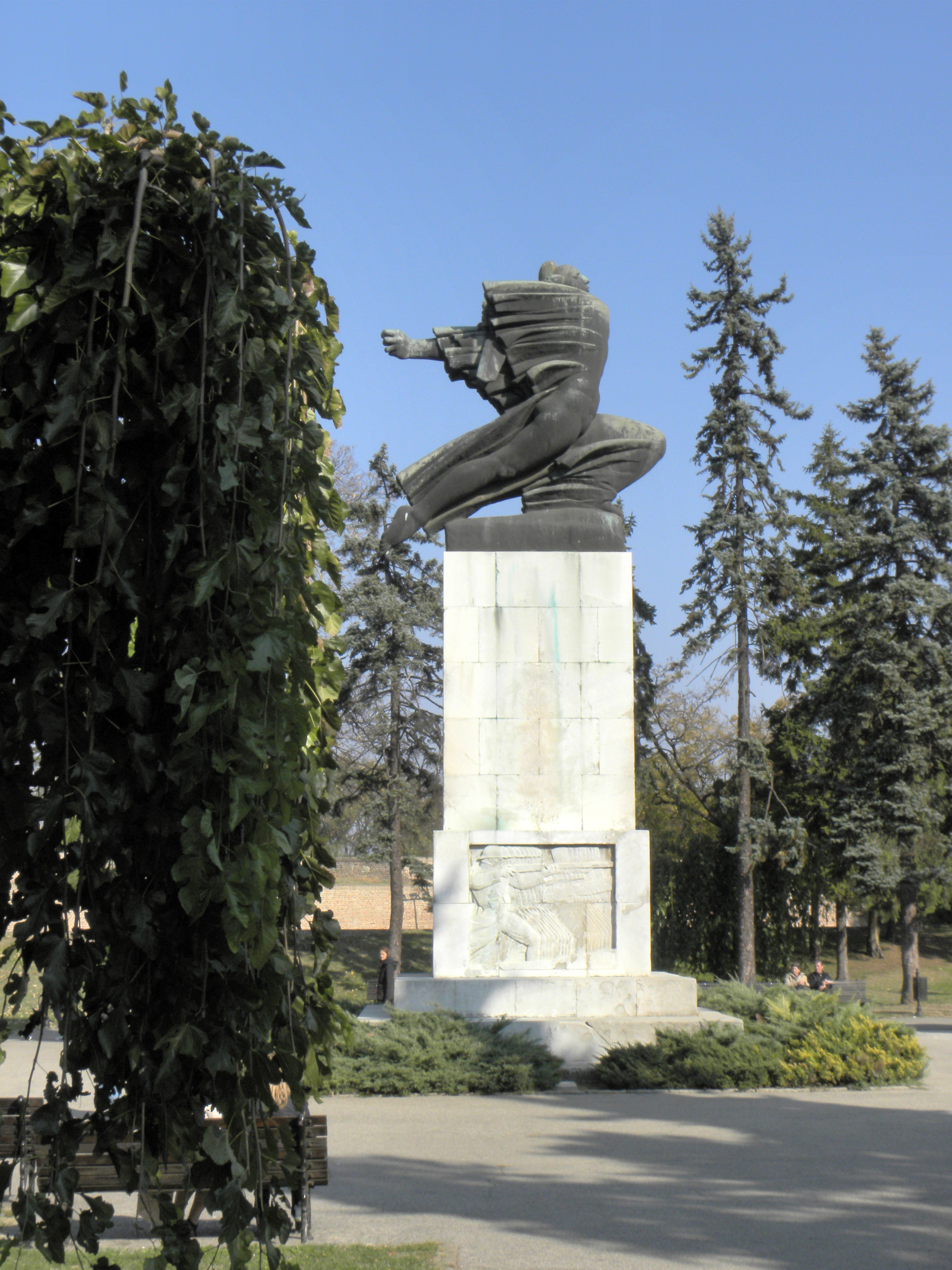
Вид на памятник

Национальный символ триумфа Французской Республики в виде женского образа Марианны после революции и свержения монархии во Франции находит отражение во многих произведениях искусства — на рельефе Франсу Рюда «Выступление добровольцев» на Триумфальных воротах в Париже она идёт впереди восставших, как и на знаменитой картине Эжена Делакруа «Свобода, ведущая народ», посвящённой Революции, или на картине Оноре Домье «Республика и чиновники», которая находится в музее Кэ д’Орсэ, где она изображена в образе матери, кормящей грудью своих детей. Эти и другие подобные аллегорические изображения Франции в виде решительной женской фигуры в характерном фригийском колпаке, являются чёткой исторической отсылкой и имели большое значение для Мештровича при создании концепции памятника на Калемегдане.
Стилизация формы и драматизм внезапного рывка фигуры по скульптурной экспрессии напоминает  стиль модерн. Логика её энергичного движения вперёд, берущая начало в позднем эллинизме, основана на размещении полного веса фигуры на ступне левой ноги и статическом равновесии между доминирующими планами — между перекрученными массами верхней части тела с выступающим правым плечом и длинным, тугим изгибом правой ноги и общим объёмом драпировки и левой руки. Расстановка основных планов и боковое расположение рельефов переносит главный аспект обзора памятника с фронтальной на боковые стороны. Несмотря на то, что боковой аспект в визуальном смысле богаче, Мештрович устанавливает , фронтальную ориентацию фигуры, чтобы дополнительно подчеркнуть достоинство и важность изображаемого персонажа. Отказ от натурализма и элементы модерна наиболее очевидны в обращении с драпировкой. Слияние левой руки с боковыми планами драпировки создаёт почти аэродинамическую форму, где горизонтальное распределение складок ткани предполагает силу движения и взлёт. Развивающиеся складки дают основание предполагать, что идея автора состояла в том, чтобы они напоминали крылья и таким образом приблизить произведение к идеалу скульптурного изображения победы — известной статуей позднего эллинизма «Нике Самофракийской».

## Место и значение
Памятник был установлен недалеко от ворот Карагеоргия в Верхнем городе белградской крепости, на месте бывшего памятника Карагеоргию. Этот памятник был установлен после победы в Балканских войнах Министерством обороны в 1913 г., в честь 100-летия с момента формирования регулярной армии, которую создал Карагеоргий Петрович. В 1916 г. оккупационные силы Австро-Венгрии разрушили памятник динамитом, чтобы заменить его колоссальной бронзовой статуей Франца Иосифа. После освобождения Белграда эта статуя была найдена на речной барже в реке Саве, расплавленная и снова использована для колоколов для сербских православных церковь, а крупнейшее из них было подарено церкви «Ружица» на Калемегдане. Установление памятник Карагеоргию в 1857 г. является одним из первых мероприятий, связанных с возведением общественных памятников в Сербии. Памятник Мештровича, который установлен вместе бывшего памятника Карагеоргию, использует мощный символизм крепости как боевого пола и его замечательного положения над двумя реками, с видом на национальную и историческую значимость. Памятник «Благодарность Франции» принадлежит периоду творчества Мештровича после Первой мировой войны, когда автор выполнил много минималистических памятников, монументальной концепции с подчёркнутой основной идеи. Этот памятник представляет новую концепцию выразительности вместо реалистических и повествовательных концепций, способствуя развитию общественных памятников в Белграде. Из-за своей культурной и исторической значимости он был объявлен памятником культуры 1965 г., а в 1983 г. объявлен памятником особого значения Республики Сербии.